# Amaltheus
Amaltheus ist eine Gattung der Ammoniten aus dem Unteren Jura. Sie ist Leitfossil im Oberen Pliensbachium (Domerium) in der nach Amaltheus margaritatus benannten Margaritatus-Zone.

## Erstbeschreibung und Etymologie
Die Gattung Amaltheus wurde bereits im Jahr 1808 von dem französischen Naturforscher Pierre Dénys de Montfort erstmals wissenschaftlich beschrieben. Die Bezeichnung ist von der Nymphe Amaltheia abgeleitet, die Rheas Sohn Zeus als in eine göttliche Ziege verwandelte Amme großzog.

## Charakterisierung
Die Gattung Amaltheus besteht aus kleinen bis mittelgroßen, bis 25 Zentimeter erreichenden oxykonen Ammoniten mit nur mäßig geöffnetem Umbilikus (oxykone Gehäuse sind flach scheibenförmig ausgebildet und besitzen einen kielförmigen, spitz zulaufenden Rücken). Ein unter Ammoniten recht besonderes Merkmal ist ihre längs angeordnete (longitudinale) Farbstreifung des Phragmokons. Mit N = 0,25 bis 0,33 ist die Gattung weder ausgesprochen involut (engnabelig) noch evolut (weitnabelig). Um den Venter läuft ein recht scharfer, seilförmiger (funiliformer) Kiel, der für die Gattung charakteristisch ist. Die nicht besonders deutliche Berippung ist leicht sigmoid gebogen. Eine Bewehrung fehlt bei adulten Amaltheus margaritatus, alle anderen Taxa besitzen jedoch Tuberkel oder gar Stacheln. Auch Einschnürungen treten bei mehreren Taxa auf. Generell verläuft die Entwicklung bei den Amaltheidae vom V-förmigen, oxykonen Windungsquerschnitt hin zu bewehrten Formen mit rechteckigem Windungsquerschnitt. Die Lobenlinie besteht aus einem kurzen Externlobus, einem großen und langen Laterallobus, einem kleinen, sekundären Laterallobus und graduell nach hinten gezogenen Hilfsloben in der Nähe des Umbilikus.

## Systematik

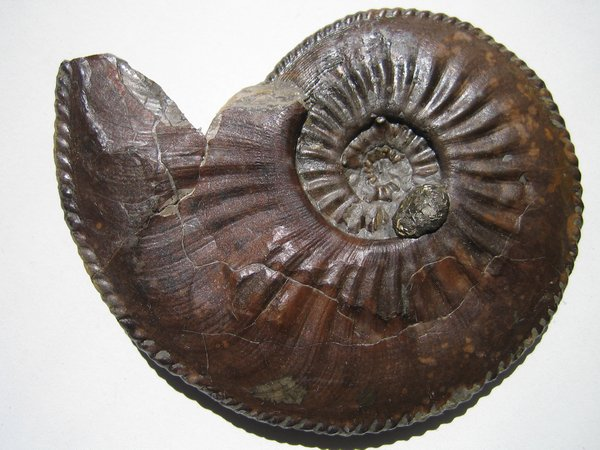
Amaltheus gibbosus

Die Gattung Amaltheus gehört zur Familie der Amaltheidae Hyatt, 1867 innerhalb der Überfamilie der Eoderoceratoidea Spath, 1929, die seit dem Beginn des Pliensbachiums die Psiloceratoidea verdrängt hatte.
Von der Gattung Amaltheus sind folgende Taxa bekannt:
- Amaltheus angulatus
- Amaltheus bifurcus Howarth, 1958
- Amaltheus bondonniensis Meister, 1986
- Amaltheus clevelandicus Young und Bird
- Amaltheus depressus Simpson
- Amaltheus gibbosus Schlotheim, 1820
- Amaltheus gloriosus Hyatt, 1867
- Amaltheus laevigatus Howarth
- Amaltheus margaritatus  de Montford, 1808
- Amaltheus nodifer Buckman
- Amaltheus salebrosum Hyatt, 1867
- Amaltheus sp.
- Amaltheus stokesi Sowerby, 1818
- Amaltheus subnodosus Young und Bird, 1828
- Amaltheus viligaensis Tuchkov, 1954
- Amaltheus wertheri Lange, 1932

Synonyme sind Nordamaltheus Repin, 1968 und Proamaltheus Lange, 1932.
Als Schwestertaxa fungieren Amauroceras und Pleuroceras.
Die Gattung wird in zwei Untergattungen geteilt, in die eben angeführten Vertreter von Amaltheus (Amaltheus) und in die Untergattung Amaltheus (Pseudoamaltheus) Frebold, 1922. Letztere wird oft auch als eigene Gattung betrachtet. Sie hat sich relativ spät aus Amaltheus (Amaltheus) entwickelt und hierbei schon früh Kiel und Berippung verloren.
Es wird angenommen, dass sich die Familie der Amaltheidae über die Gattung Oistoceras zu Beginn des Oberen Pliensbachiums aus den Liparoceratidae entwickelt hatte.
Kurz vor Ende des Pliensbachiums war es zu einer deutlichen, glazial bedingten weltweiten Abkühlung gekommen, so dass die Amaltheidae bis in den Tethys-Bereich vordrangen. Mit dem sich anschließenden Artensterben an der Grenze Pliensbachium/Toarcium erlöschten jedoch die Amaltheidae.

## Ammonitenzone
Die Gattung Amaltheus ist ein Leitfossil und definiert die vierte Ammonitenzone des Pliensbachiums, die Margaritatus-Zone. Die Margaritatus-Zone folgt auf die Davoei-Zone und wird ihrerseits von der Spinatum-Zone überlagert. Sie unterteilt sich in drei Subzonen (vom Hangenden zum Liegenden):
- Stokesi-Subzone nach Amaltheus stokesi
- Subnodosus-Subzone nach Amaltheus subnodosus
- Gibbosus-Subzone nach Amaltheus gibbosus

## Lebensweise
Die Individuen der Gattung Amaltheus waren vermutlich recht schnell schwimmende marine Karnivoren, die fernab der Küste das flache als auch das tiefere kalkabscheidende Subtidal bevölkerten und driftendem Plankton folgten. Auch im offenen, tiefen Schelfbereich und über Untermeeresfächern waren sie gelegentlich anzutreffen.

## Amaltheenton-Formation

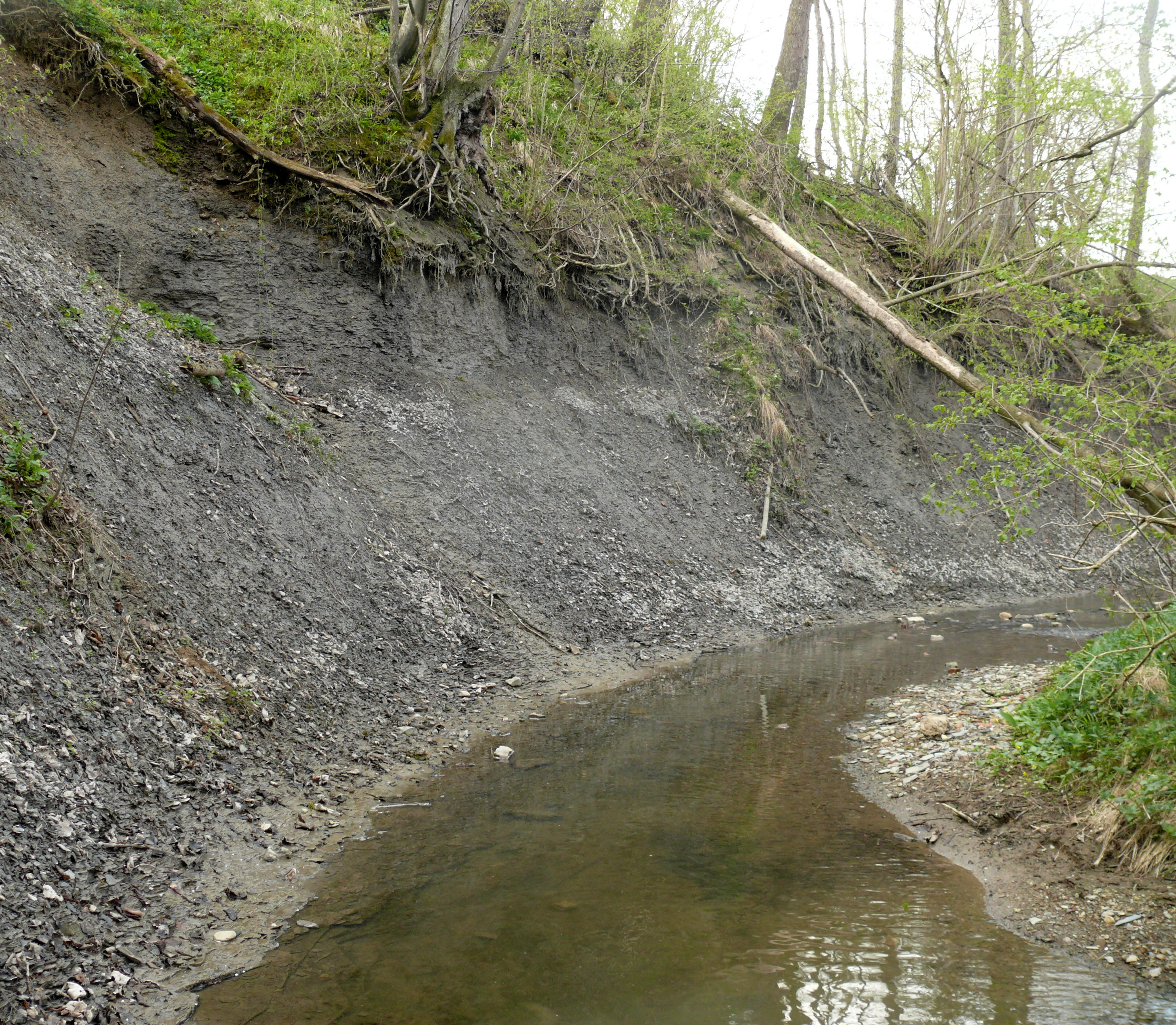
Die Amaltheenton-Formation am Pliensbach

Die Amaltheenton-Formation des Süddeutschen Juragebiets wurde nach der in ihr recht häufig vorkommenden Gattung Amaltheus benannt.

## Vorkommen
Die Vorkommen von Amaltheus in Deutschland sind recht zahlreich, so beispielsweise bei Aalen, Achalm, Eningen, Pliensbach und Reutlingen in Baden-Württemberg, Kalchreuth und Moritzberg in Mittelfranken, Buttenheim und Eggolsheim (Unterstürmig) in Oberfranken, Ehenfeld in der Oberpfalz (Bayern), bei Beierstedt, Gebhardshagen, Rottorf und Wohld in Niedersachsen und bei Bielefeld, Hellern bei Osnabrück und Velpe in Nordrhein-Westfalen. In Österreich findet sich die Gattung in der Adnet-Formation im Land Salzburg.
Die Vorkommen in Frankreich sind ebenfalls sehr zahlreich und oft pyritisiert, so erscheint die Gattung im Département Ardennes südwestlich von Sedan, im Département Ariège, im Département Aveyron bei Millau, im Département Bas-Rhin bei Lixhausen, in der Normandie bei Fresnay-le-Puceux im Département Calvados, im Département Haute-Marne, im Département Indre, im Département Vendée bei Bessay, Jard-sur-Mer und bei Péault sowie im Département Vienne bei Champagné-Saint-Hilaire und bei Ligugé. Viele Fundstellen liegen insbesondere in Burgund, in den Causses, so bei Rivière-sur-Tarn und Saint-Étienne-du-Valdonnez sowie im französischen Jura. Fundstellen in England sind neben Charmouth und Seatown in Dorset Gloucestershire, Somerset und die Küste von Yorkshire. In Schottland erscheint die Gattung Amaltheus auf der Hebrideninsel Raasay. In Italien ist das Generoso-Becken der Lombardischen Alpen anzuführen.
In Polen wurde die Gattung Amaltheus bei Bohrungen in Nordwestpommern angetroffen.
Auch in der Pontischen Faunenprovinz der Türkei wird Amaltheus aufgefunden, und zwar bei Köserelik-Kizik in der Provinz Tokat. Im Iran ist die Shemshak-Gruppe im Elburs anzuführen.
In Nordafrika erscheint die Gattung bei Oujda im Osten Marokkos, im Westen Algeriens sowie am Dschebel Zaghouan in Tunesien (Tunesischer Rücken).
Fundstellen in Nordamerika sind das arktische Alaska, Alberta in Kanada und das Stikinia-Terran.